# Thanatus bungei
Thanatus bungei là một loài nhện trong họ Philodromidae.
Loài này thuộc chi Thanatus. Thanatus bungei được Wladislaus Kulczynski miêu tả năm 1908.